# Grote keverorchis
De grote keverorchis (Neottia ovata, synoniem: Listera ovata), vroeger ook wel  tweebladorchis genoemd, is een plant uit de orchideeënfamilie (Orchidaceae). Typische vindplaatsen zijn vochtige loofbossen en grazige plekken elders. De verwante kleine keverorchis (Neottia cordata) komt in naaldbossen voor. Opvallend zijn de tegenoverstaande bladeren aan de voet van de stengel. In Nederland is de plant vanaf 1 januari 2017 niet meer wettelijk beschermd.

## Kenmerken
De bloemen vormen een lange, aarvormige tros. Deze staat in de maanden mei en juni in bloei.
In de grond bevindt zich een wortelstok.
Er zijn twee eironde bladeren, die ongesteeld zijn.
De bloem is geelgroen. De groene lip hangt omlaag en is in twee delen gespleten tot ongeveer de helft.
De Grote keverorchis wordt door een scala aan insecten bestoven. Vooral de sluipwespen (Ichneumonidae) en kevers zijn goede bestuivers. Hierdoor is de vruchtzetting ook heel hoog, al zorgt het gedrag van de bezoekers (langdurig heen en weer kruipen op een bloeiaar) wel voor een flink aandeel van 'geitonogamie' (bestuiving van twee bloemen van dezelfde plant, dit als onderscheid van autogamie, waarbij de zelfbestuiving binnen één bloem plaatsvindt).
De grote keverorchis draagt een doosvrucht.

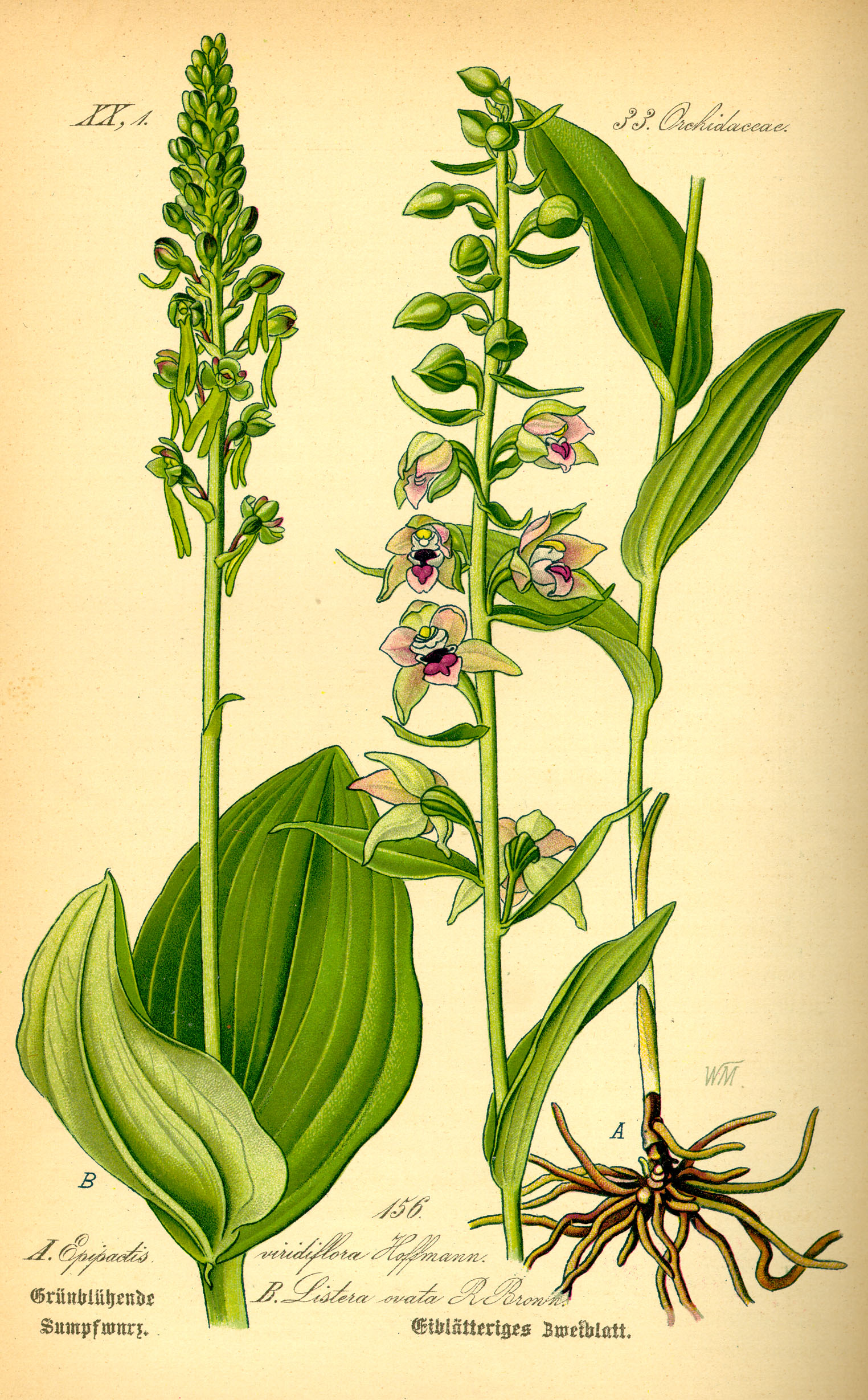
Links Neottia ovata, rechts Epipactis viridiflora

## Plantengemeenschap
De grote keverorchis is een kensoort voor de klasse van eiken- en beukenbossen op voedselrijke grond.